# 伊力汗·奥斯曼
伊力汗·奥斯曼（維吾爾語：ئەلىخان ئوسمان‎，拉丁维文：Elixan Osman，1964年2月—），男，维吾尔族，新疆乌鲁木齐人，中华人民共和国政治人物。北京广播学院电视系新闻摄影专业毕业，大学本科学历。

## 生平
1985年5月加入中国共产党。1986年7月参加工作，历任新疆电视台新闻部记者、副主任、主任、副台长，共青团新疆自治区委副书记、代理书记、书记，新疆自治区广播电影电视局局长等职。2008年2月，任中共吐鲁番地委副书记、行署专员。2015年4月吐鲁番“撤地设市”后，7月当选为吐鲁番市第一届人民政府市长。2016年5月，不再担任中共吐鲁番市委副书记、市长职务。